# إبراهيم ماجد
إبراهيم ماجد' (مواليد 12 مايو 1990 في قطر) لاعب كرة قدم قطري من أصل فلسطيني، يلعب في مركز قلب الدفاع في نادي قطر .

## مسيرة اللاعب
التحق بنادي السد القطري في عام 2005 كانت أول مشاركه له مع السد في 2006. وحقق الكثير من الألقاب مع نادي السد وأهمها الفوز ببطولة دوري أبطال آسيا 2011 و أعير من السد إلى النادي العربي مطلع عام 2019 و إلى نادي السيلية في صيف 2019 و انتقل إلى النادي الأهلي في عام 2020 و انتقل إلى نادي قطر في عام 2022.

## روابط خارجية
- إبراهيم ماجد على موقع الاتحاد الدولي (مؤرشف)  (الإنجليزية)
- إبراهيم ماجد على موقع قاعدة بيانات كرة القدم.إي يو (الإنجليزية)
- إبراهيم ماجد على موقع ناشيونال فوتبول تيمز (الإنجليزية)
- إبراهيم ماجد على موقع كووورة